# كيث سيمز
كيث سيمز (بالإنجليزية: Keith Sims)‏ هو لاعب كرة قدم أمريكية أمريكي، ولد في 17 يونيو 1967 في بالتيمور في الولايات المتحدة.

## وصلات خارجية
- كيث سيمز على موقع مرجع كرة القدم المحترفة.كوم (الإنجليزية)